# Крістіна Магдалена Пфальц-Цвайбрюкен-Клеєбурзька
Крістіна Магдалена Пфальц-Цвайбрюкен-Клеєбурзька (нім. Christine Magdalena von Pfalz-Zweibrücken-Kleeburg, 27 травня 1616 — 14 серпня 1662) — німецька шляхтянка XVII століття з династії Віттельсбахів, шведська принцеса від 1654 року, донька пфальцграфа Клеєбургу Йоганна Казимира та шведської принцеси Катерини, дружина маркграфа Баден-Дурласького Фрідріха VI. Вихователька королеви Крістіни I у 1638—1642 роках.

## Біографія

### Ранні роки
Народилась 27 травня 1616 року у замку Нючопінґ в однойменному місті, коли батьки гостювали у королеви Крістіни. Стала первістком в родині пфальцграфа Клеєбургу Йоганна Казимира та його дружини Катерини Шведської, з'явившись на світ за одинадцять місяців після їхнього весілля. Отримала імена на честь обох бабусь.

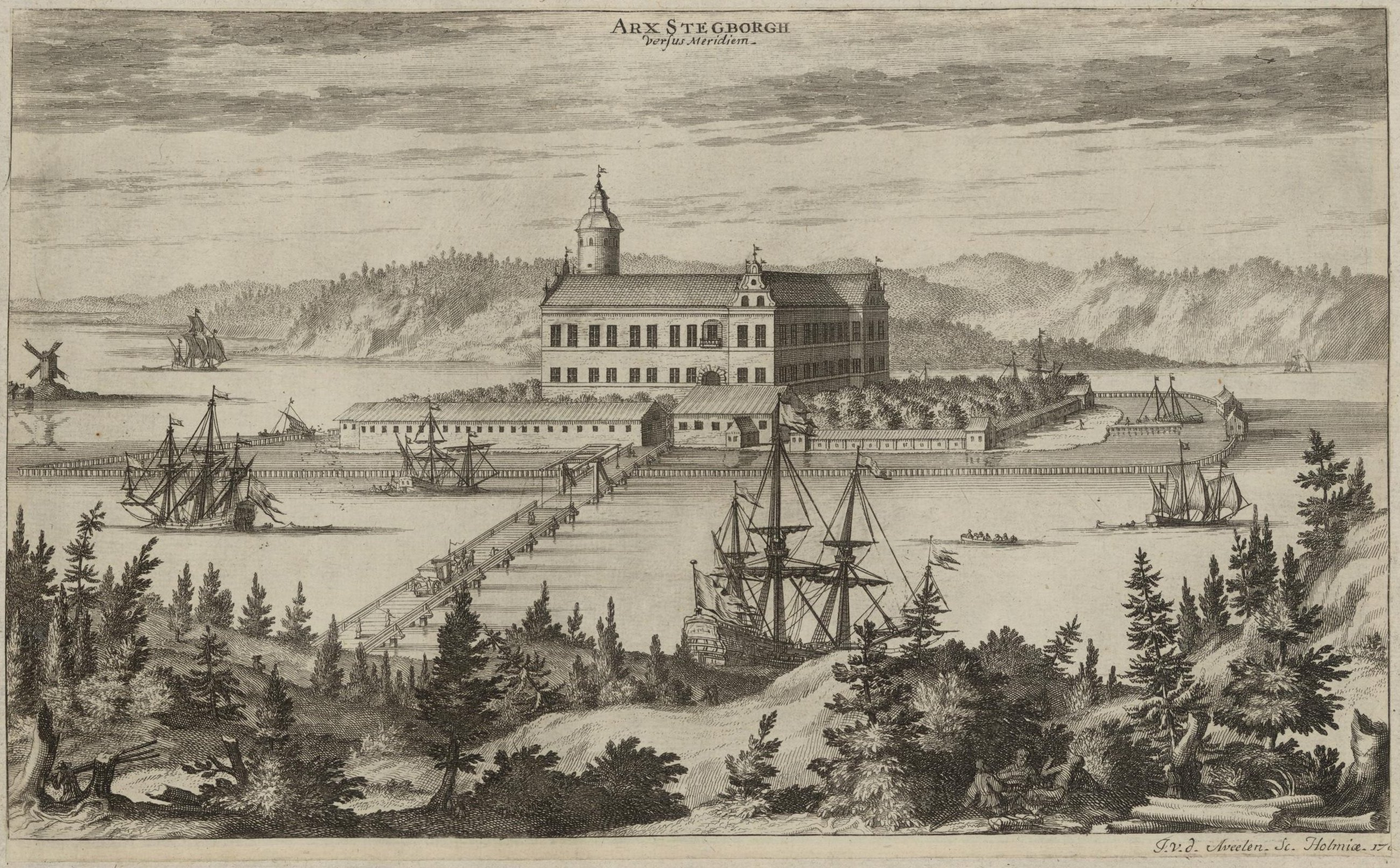
Замок Стегеборг, де Крістіна Магдалена жила до свого шлюбу

Перший час сім'я мешкала у Швеції і лише у 1618 році виїхала до Німеччини. За пропозицією родича, зупинилися у Клеєбурзькому замку, який зробили своєю резиденцією, і почали будівництво власного замку Катаріненбург неподалік. Втім, вже у 1620 році були змушені втікати до Страсбуру через початок Тридцятилітньої війни. За запрошенням дядька, короля Густава II Адольфа, у червні 1622 року повернулися до Швеції, де отримали у володіння замок Стегеборг у Естерйотланді. Жила родина із розмахом, згідно княжого церемоніалу.
Подружнє життя батьків було щасливим. З часом сімейство поповнилося сімома молодшими дітьми, з яких дорослого віку досягли сини Карл Густав й Адольф Йоганн і доньки Марія Єфросинія та Елеонора Катерина. Разом з тим, мати, яка вважалася мудрою та розсудливою жінкою, шанувалася як принцеса, у той час як із батьком поводилися поблажливо, через різницю у рангах пари. Йоганну Казимиру було також відмовлено у посаді при шведському дворі.
У 1628 році, під час епідемії, Крістіна Магдалена захворіла на віспу. Зрештою, вона видужала, однак на її обличчі залишилися рубці. Втім, її змальовували як «певною мірою симпатичну та приємну дівчину».
На початку 1630-х років вона супроводжувала королеву Марію Елеонору, з якою товаришувала, у її візиті до Німеччини. Там дівчина палко закохалася у полководця Бернхарда Саксен-Веймарського, який воював на боці шведів. У 1633 році барон Йохан Адлер Сальвіус вів перемовини щодо їхнього шлюбу, однак вони не увінчалися успіхом. Бернхард пішов з життя у липні 1639 року неодруженим.
Руки принцеси просив військовик Карл-Густав Врангель, однак Катерина вважала подібний недоречним мезальянсом. Вона переконала дочку «не ганьбити старий пфальцький дім негідним шлюбом». Серед інших кандидатів у чоловіки у 1641 році був, зокрема, «молодий і багатий маркіз Хантлі».
Наприкінці 1638 року мати Крістіни Магдалени померла, і шведський парламент просив принцесу перейняти її обов'язки щодо виховання королеви Крістіни I.

### Шлюбне життя
У 1641 році до Швеції приїхав старший син маркграфа Баден-Дурлаху Фрідріх. Він потоваришував із братом принцеси, Карлом Густавом, і невдовзі зробив їй  пропозицію. Змальовували юнака, який мав вражаючу статуру та світлі очі, як високосвічену, розумну, великодушну та лагідну людину. Весілля було заплановане на 27 листопада 1642 року, однак напередодні, під час балу, у замку трапилася пожежа. Вінчання пройшло у Стокгольмі 30 листопада. Нареченій на той час виповнилося 26 років, наречений був на рік молодшим від неї. Після одруження він подав заяву на службу до шведській армії, але шведські військові не бажали наймати іноземних принців, тож подружжя виїхало до Німеччини. У шлюбі народила вісьмох дітей.
У 1645 році королева Крістіна Шведська надала подружжю амт Юкермюнде як узуфрукт на час війни. Після її зречення у 1654 році, королем Швеції став брат Крістіни Магдалени, Карл X Густав. Його сестри стали шведськими принцесами. Фрідріха він запросив на службу та зробив його генералом кінноти. Крістіна Магдалена, яка з серпня 1648 року отримувала від брата щорічно 3 тисячі талерів, від 17 вересня 1656 року почала отримувати 4 тисячі, що виплачувалися Королівським казначейством. Того ж року вона отримала від Карла Густава Кутценгаузен, що приносив їй дохід. у 1705 році він був проданий графам Ганау.
У вересні 1659 року її чоловік став правлячим маркграфом Баден-Дурлаху. Фрідріх був уважним правителем, який пильно слідкував за державними справами,зокрема підтримував гімназію в Дурлаху. Колекціонував давні монети та римські старожитності, вечірній час присвячував літературі. Саму Крістіну Магдалену німецькі сучасники називали «чудовою особистістю».
Маркграфиня пішла з життя 14 серпня 1662 року в замку Карлсбург у Дурлаху. Була похована у північній крипті замкової кірхи Пфорцгайму. За два роки Фрідріх узяв морганатичний шлюб із Йоганною Байєр фон Зендау, від якої мав двох синів.

## Родина

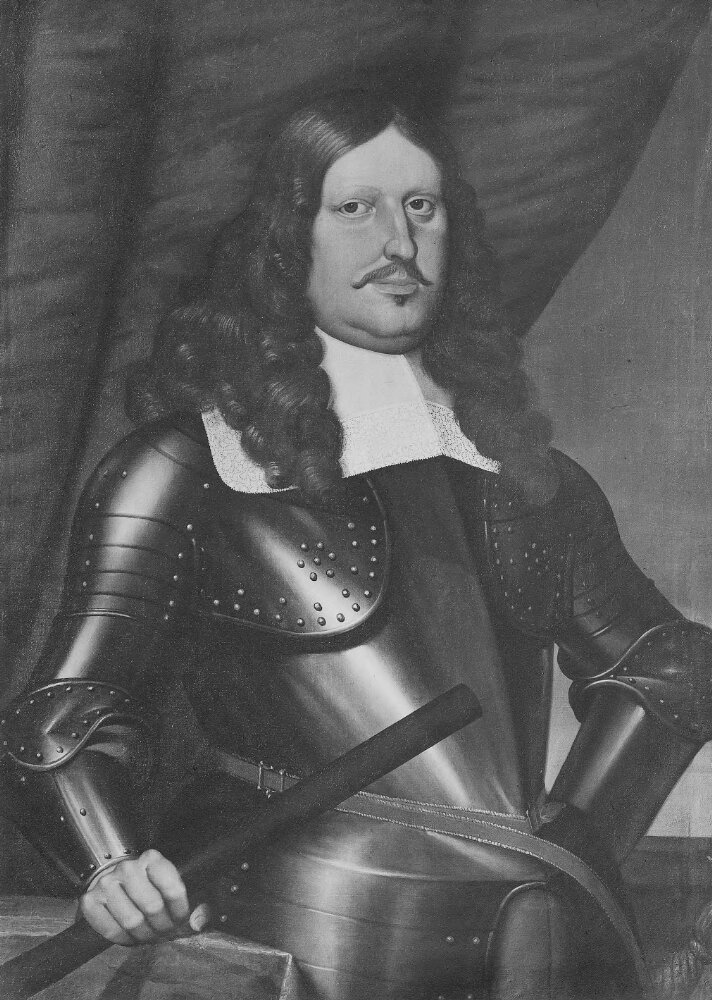
Портрет Фрідріха Баден-Дурласького пензля невідомого майстра

Чоловік —  Фрідріх, маркграф Баден-Дурласький
Діти:
- Фрідріх Казимир (1643—1644) — прожив 4 місяці;
- Крістіна (1645—1705) — була двічі одружена, дітей не мала;
- Елеонора Катерина (1646) — прожила 2 місяці;
- Фрідріх (1647—1709) — наступний маркграф Баден-Дурлаху у 1677—1709 роках, був одружений із принцесою Шлезвіг-Гольштейн-Готторпською Августою Марією, мав одинадцятеро дітей;
- Карл Густав (1648—1703) — фельдмаршал Священної Римської імперії, був одружений із принцесою Брауншвейг-Вольфенбюттельською Анною Софією, мав четверо дітей;
- Катерина Барбара (1650—1733) — одружена не була, дітей не мала;
- Йоганна Єлизавета (1651—1680) — дружина маркграфа Бранденбург-Ансбаху Йоганна Фрідріха, мала п'ятеро дітей;
- Фредеріка Елеонора (6 березня—13 квітня 1658) — прожила 1 місяць.